# Élénie à couronne d'or
Myiopagis flavivertex
Espèce
Statut de conservation UICN

 LC  : Préoccupation mineure
L'Élénie à couronne d'or (Myiopagis flavivertex), ou Élaène à couronne d'or, est une espèce de passereau de la famille des Tyrannidae,.

## Distribution
Cet oiseau vit du sud du Venezuela au Guyanes, au nord-est du Pérou et à l'ouest de l'Amazonie brésilienne,,.